# 花生四烯乙醇胺
花生四烯乙醇胺（英语：Anandamide），又名N-花生四烯乙醇胺或AEA，是一種內源性的大麻醇類神經傳導物質。命名取自梵文（和印度半島宗教用語）中的「阿難陀（ananda）」，意为“喜悅、極樂、欣喜”，以及醯胺。它是由N-花生四烯酰磷脂酰乙醇胺透過多種途徑合成。花生四烯乙醇胺，主要是由脂肪酸醯胺水解酶(FAAH)將其降解成乙醇胺和花生四烯酸。如此，脂肪酸醯胺水解酶(FAAH)的抑制物導致花生四烯乙醇胺層級的提升，並被用于治療。

## 歷史
花生四烯乙醇胺的結構最初由W. A. Devane, Lumír Hanuš等人在1992年時提到。當時他們在耶路撒冷的希伯來大學一個由Raphael Mechoulam帶領的團隊工作。

## 生理功能
花生四烯乙醇胺可以作用在人體的中樞神經系統 ，例如腦部周圍以及身體的其他部位。這些作用主要是由在中樞神經系統中的CB1大麻素受體，以及在周圍神經系統的CB2大麻素受體調節。後者主要參與免疫系統的功能作用。大麻素受體最初被發現時，其被發現對Δ9四氫大麻酚（Δ9-THC，通常稱為THC）較為敏感，而其也正是大麻中的主要精神活性物質。而大麻素也因其對CB1和CB2受體不可避免的的影響而被發現。
花生四烯乙醇胺已經被證實會影響實驗鼠的工作記憶。而現在的研究正在探討大麻素作用對人類行為的影響，例如：在進食和睡眠的模式，以及疼痛減輕。花生四烯乙醇胺也對早期胚胎以胚囊著床在子宮時有重要影響。因此大麻素，例如：Δ9-THC，可能在人妊娠的早期階段影響其過程。花生四烯乙醇胺在血漿中的高峰期一般發生在排卵期，並與雌二醇及促性腺激素呈現正相關，這表明了以上這些物質可能參與了對花生四烯乙醇胺的調節。而後，花生四烯乙醇胺曾被提議用來作為不孕症的生物標誌物，但迄今為止在臨床上尚無任何預測值。
花生四烯乙醇胺在攝食行為中扮演著調節的角色，而神經作用的行為以及產生愉悅的感受也受其影響。此外，將花生四烯乙醇胺直接注入大鼠的前腦正向強化刺激相關區域伏隔核時，會增強大鼠對於所攝取蔗糖的愉悅感，並且會增進食物的攝入量。
在一項研究中，運動的急性有益效果似乎在實驗鼠中也由花生四烯乙醇胺調節。花生四烯乙醇胺也是一類酰胺前體的生理活性物質的先驅。
在1998年發表的一篇研究中也曾經提到花生四烯乙醇抑制某些人類乳腺癌細胞系的增殖。該現象隨後在2007年的另一項研究中被再次證實。
在1996年，研究人員發現巧克力中含有花生四烯乙醇胺。他們也發現，有兩種物質（N-oleoylethanolamine 和 N-linoleoylethanolamine）會模仿花生四烯乙醇胺帶來的影響。

## 合成與降解
人體可以由N-花生四烯酰磷脂酰乙醇胺（NAPE）合成花生四烯乙醇胺，而N-花生四烯酰磷脂酰乙醇胺（NAPE）本身是透過N-酰基轉移酶，將花生四烯酸從卵磷脂轉移至腦磷脂上的游離胺上。 花生四烯乙醇胺由NAPE的合成可以透過多種途徑達成，包括酵素的參與，例如磷脂酶A2、磷脂酶C和NAPE-PLD。
內源性花生四烯乙醇胺並不常存在且其半生期非常短，因為脂肪酸酰胺水解酶（FAAH）的作用，會將其分解成游離的花生四烯酸和乙醇胺。與仔豬相關的研究表明，花生四烯酸及其它必需脂肪酸的攝入量會影響其腦部花生四烯乙醇胺和其他內源性大麻素的量。而被以高脂肪飲食飼養的小鼠，其肝臟中的花生四烯乙醇胺的量會增加，同時也會增進脂肪的生成。這說明了至少在齧齒動物中，花生四烯乙醇胺對於肥胖的發展會產生影響。
對乙酰氨基酚（acetaminophen）在代謝上，會透過FAAH，去和花生四烯酸結合而形成AM404。此對乙酰氨基酚（acetaminophen）的代謝產物，對於TRPV1香草素受體，是一種強促效劑，但對於CB1和CB2受體，為弱促效劑，而對於花生四烯乙醇胺而言，為再吸收抑制劑。因此，身體和大腦中花生四烯乙醇胺的量提升。以此方式，對乙酰氨基酚（acetaminophen）可作為仿大麻素代謝產物的前體藥物。這個作用可以使得對乙酰氨基酚（acetaminophen）的鎮痛作用受到部分或全部的影響
。花生四烯乙醇胺和其姊妹分子2-花生四烯酸甘油酯的運輸蛋白已經被鑑定確認了，包括熱休克蛋白（Hsp70s）和脂肪酸結合蛋白（FABPs）。

## 药用价值
英國皇家化學學會曾表示，有研究顯示AM1172有可能被開發成藥物，可以提升大腦的花生四烯乙醇胺含量，因而能够用來治療焦慮以及憂鬱。

## 外部連結
- Could anandamide be the missing link to "runner's high"? Accessed 2008-10-18